# Chante (Album)
Chante ist ein Pop-Jazz-Album des italienischen Jazzmusikers Aldo Romano, das im Jahr 2006 veröffentlicht wurde.

## Hintergrund
Aldo Romano, der als Schlagzeuger bekannt ist, spielte in seiner Laufbahn bereits mit Jazzgrößen wie Bud Powell, Don Cherry,  Keith Jarrett oder Charlie Mariano. 2004 überraschte er das Kopenhagener Publikum bei der Verleihung des Jazzpar-Preises an ihn und sang Estate. Aufgrund der herzlichen Aufnahme des Songs beschloss Romano ein Album ausschließlich als Sänger einzuspielen, Chante. Bereits zuvor war er gelegentlich auch als Sänger hervorgetreten, so in der Jazzrock-Band Total Issue. Außerdem hatte er bereits im Jahr 2003 auf dem Album État de fait französische Chansons interpretiert.
Auf Chante beschränkt Romano sich auf die Rolle als Sänger und singt dreizehn Titel, eine Mischung aus französischen und englischen Popsongs und Chansons sowie Eigenkompositionen und Standards. Das Stück Io qui tu li singt er im Duett mit dem Modell und Sängerin Carla Bruni. Begleitet wird Romano von langjährigen Wegbegleitern und ausgewiesenen Jazzmusikern wie Flavio Boltro. Daneben werden teilweise Streicher eingesetzt.

## Rezeption
Das Album wurde unterschiedlich von Publikum und Kritik aufgenommen. Paolo Peviani schrieb bei All About Jazz: „Eine kleine Sünde der Eitelkeit, die man ihm mit Rücksicht auf seine künstlerische Größe (als Schlagzeuger) bereitwillig verzeiht.“ All About Jazz vergab 1,5 Sterne für das Album. Paula Edelstein vergab bei Allmusic vier Sterne und schrieb: „Mit der ausgezeichneten Begleitung von Nelson Veras auf der akustischen Gitarre, Rémi Vignolo am Kontrabass, Andre "Dee" Ceccarelli am Schlagzeug, Francis Bearzatti am Tenorsaxophon und Klarinette, Flavio Boltro an der Trompete und Baptiste Trotignon am Piano ist das Vergnügen, welche Romanos poetische Expressionen bereiten, unbezahlbar.“

## Titelliste
1. Les enfants s'ennuient le dimanche (Charles Trenet) –  4:52
2. A St Germain des Prés (Léo Ferré) –   6:02
3. Io qui tu li (Aldo Romano, Nicky Nicolaï) –  5:18
4. Avec les anges (Alexandre Breffort, Marguerite Monnot)  – 2:53
5. The End of Love Affair (Edward Redding) – 4:13
6. Sans un mot  (Aldo Romano, Yves Simon) –  4:35
7. La valse des lilas (Eddy Marnay, Michel Legrand) – 4:28
8. Les papillons de nuit (Aldo Romano, Claude Nougaro) –  3:35
9. Estate (Bruno Brighetti, Bruno Martino) –  4:19
10. Rue de Douai (Aldo Romano, Claude Nougaro) – 4:06
11. L'Etang (Paul Misraki) –  4:26
12. So in Love (Cole Porter) –  3:58
13. Les clowns (Gianni Esposito) – 3:58